# Kup europskih prvaka u rukometu 1992./93.
Ovo je 33. izdanje Europskog kupa u rukometu. Badel Zagreb (prije Zagreb) obranio je naslov. Nakon prvog kruga igrale su se šesnaestina i osmina završnice pa četvrtzavršnica, poluzavršnica i završnica ().

## Turnir

### Četvrtzavršnica
- Badel Zagreb -  ABC Braga 26:21, 21:22 (ukupno 47:43)
- HB Venissieux Lyon -  Elektromos Budimpešta 20:14, 22:27 (ukupno 42:41)
- Barcelona -  GOG Gudme 27:13, 22:21 (ukupno 49:34)
- GG Wallau-Massenheim -  FH Hafnafjordur 30:24, 19:19 (ukupno 49:43)

### Poluzavršnica
- HB Venissieux Lyon -  Badel Zagreb 19:23, 18:27 (ukupno 37:50)
- GG Wallau-Massenheim -  Barcelona 24:20, 22:25 (ukupno 46:45)

### Završnica
- Badel Zagreb -  GG Wallau-Massenheim 22:17, 18:22 (ukupno 40:39)

- europski prvak:  Badel Zagreb (drugi naslov)